# Comuna Holoniv, Horohiv
Holoniv (în ucraineană Холонів) este o comună în raionul Horohiv, regiunea Volînia, Ucraina, formată din satele Holoniv (reședința) și Starostav.

## Demografie
Componența lingvistică a satului Holoniv
     Ucraineană (98,84%)
     Alte limbi (0,68%)
Conform recensământului din 2001, majoritatea populației satului Holoniv era vorbitoare de ucraineană (98,84%), existând în minoritate și vorbitori de alte limbi.